# Rödensdorf
Rödensdorf ist ein Stadtteil von Bayreuth im bayerischen Regierungsbezirk Oberfranken. Rödensdorf liegt in der Gemarkung Thiergarten.

## Geografie
Das ehemalige Dorf liegt im Tal des Aubachs nordwestlich vom Sophienberg (594 m ü. NHN).
Gemeindeverbindungsstraßen führen nach Gesees zur Kreisstraße BT 5 (2,1 km westlich), nach Obernschreez (1,2 km südlich) und nach Destuben (1,5 km nordöstlich). Auf dem Weg nach Gesees steht eine Eiche, die als Naturdenkmal ausgezeichnet ist.

## Geschichte
1398 wurde der Ort im Landbuch A erstmals erwähnt. Der Ortsname enthält die Genitivform des altdeutschen Personennamens Hrodin (althochdeutsch hruod: Ruhm) und bedeutet Dorf eines Rodin.
Gegen Ende des 18. Jahrhunderts bestand Rödensdorf aus 7 Anwesen (4 Halbhöfe, 2 Halbhöfe mit je 1 Halbsölde, 1 Sölde). Die Hochgerichtsbarkeit stand dem bayreuthischen Stadtvogteiamt Bayreuth zu. Die Dorf- und Gemeindeherrschaft und Grundherrschaft über sämtliche Anwesen hatte das Hofkastenamt Bayreuth.
Von 1797 bis 1810 unterstand der Ort dem Justiz- und Kammeramt Bayreuth. Mit dem Gemeindeedikt wurde Rödensdorf dem 1812 gebildeten Steuerdistrikt Oberkonnersreuth zugewiesen. Zugleich entstand die Ruralgemeinde Rödensdorf. Sie war in Verwaltung und Gerichtsbarkeit dem Landgericht Bayreuth zugeordnet und in der Finanzverwaltung dem Rentamt Bayreuth. Mit dem Gemeindeedikt von 1818 erfolgte die Eingemeindung nach Thiergarten. Am 1. Juli 1976 wurde Rödensdorf im Zuge der Gebietsreform in Bayern nach Bayreuth eingemeindet.

### Bau- und Bodendenkmäler
- Das ehemalige Wohnstallhaus Rödensdorf 28 war ein Baudenkmal (Nummer D-4-62-000-432) und gab 2011 den Impuls zur Gründung des Vereins Rettet die Fachwerk- und Sandsteinhäuser. 2016 wurde ein Gutachten zum Erhalt und der Sanierung des Gebäudes erstellt. Der Eigentümer ließ das leerstehende Haus jedoch verfallen und brach 2017 den Kontakt zum Verein ab. Im Februar 2020 fiel nach einem Sturmtief das dritte Fachwerk-Segment aus der Fassade; im Mai 2020 erklärten Denkmalpfleger und Politiker, das Gebäude sei kaum noch zu retten, und sprachen von einem „Multiorganversagen aller Behörden“.[8] Das Gebäude wurde 2023 abgerissen.[9]
- Burgstall (die „Bürg“) auf kleiner Bergkuppe östlich des Ortes. Vermutlich ehemals Walpotensitz. Fast kreisrunde Gesamtanlage vom ca. 30 Meter Durchmesser. Gegen die Hochfläche ursprünglich wohl Graben. Kernhügel nordwestlich abgegraben, im Norden, Westen und Süden umgeben von ca. 15 Meter breitem Zwinger. Mörtelspuren.[10]

### Einwohnerentwicklung
| Jahr      | 001819 | 001822 | 001861 | 001871 | 001885 | 001900 | 001925 | 001950 | 001961 | 001970 | 001987 |
| Einwohner | 54     | 61     | 66     | 75     | 64     | 63     | 55     | 96     | 82     | 85     | 57     |
| Häuser    |        | 7      |        |        | 8      | 9      | 7      | 11     | 13     |        | 14     |
| Quelle    | [ 12 ] | [ 7 ]  | [ 13 ] | [ 14 ] | [ 15 ] | [ 16 ] | [ 17 ] | [ 18 ] | [ 19 ] | [ 20 ] | [ 1 ]  |

## Religion
Rödensdorf ist seit der Reformation evangelisch-lutherisch geprägt und nach St. Marien (Gesees) gepfarrt.